# Venjança Movie: Per la meva filla mato
Venjança Movie: Per la meva filla mato (Tooken en anglès) és una pel·lícula de paròdia nord-americana de 2015 dirigida per John Asher i protagonitzada per Lee Tergesen, Margaret Cho, Lauren Stamile i Laura-Leigh i compta amb cameos d'Ethan Suplee, Donnie Wahlberg, Akon, Michael Blackson i Jenny McCarthy. La pel·lícula falsifica el gènere del cinema d'acció, centrant-se principalment en la sèrie Taken. Ha estat doblada i subtitulada al català.

## Sinopsi
Brian, un agent retirat de la CIA, utilitza les seves habilitats especials per aconseguir el seu estimat gos de tornada de mafiosos albanesos.